# Cultura Sena-Oise-Marne
La cultura Sena-Oise-Marne, també coneguda com a SOM, és una cultura prehistòrica que es va desenvolupar en elneolític final a la fi del mil·lenni IV i començaments del mil·lenni III abans de la nostra era (3400/3300 i 2800/2700 ae) i al començament de l'Eneolític, sobretot a la conca de París. Es va proposar deixar d'emprar el terme Sena-Oise-Marne i substituir-lo pel recent neolític de la conca de París, un terme més neutre i més d'acord no sols amb la realitat de les dades, sinó també amb les perioditzacions de les àrees veïnes.

## Història
El nom va ser creat l'any 1926 per Pere Bosch i Gimpera i Serra-Ràfols. Més tard, Gérard Bailloud, col·laborador de Leroi-Gourhan a Arcy, que afavoreix les associacions en una època en què el fòssil encara era pràcticament l'única pauta, va dur a terme un llarg treball d'anàlisi de les associacions d'objectes i les seues característiques i va donar revalorar el concepte de la cultura de Sena-Oise-Marne.

## Transmissió
La cultura Sena-Oise-Marne va ser anomenada així a causa dels múltiples descobriments arqueològics realitzats a la conca de París (conques del Sena, Oise i Marne). Aquesta cultura, però, es va estendre molt més enllà, pel nord-oest de l'actual estat francés i el sud de Bèlgica fins als Països Baixos (passarel·la coberta de Stein).
Aquesta cultura és «una de les cultures millor documentades del Neolític francés». Els elements que apareixen al nord de l'actual estat francés a mitjan III mil·lenni abans de la nostra era no es produeixen en cap altre lloc en associació, i semblen testimoniar una gènesi a l'indret. La cronologia associada en varia molt segons els autors, sobretot perquè pot haver perdurat localment fins a l'edat del bronze mitjà, en concret a Bèlgica.
La cultura Sena-Oise-Marne és contemporània a la de la ceràmica cordada, que s'expandia des de l'est de l'actual estat francés fins a l'actual Rússia, amb què comparteix prou elements perquè en considerem la primera com un subconjunt de la segona.

## Característiques
La cultura de Sena-Oise-Marne es caracteritza per l'ús de ceràmica gruixuda, d'estil bastant sobri, la forma típica de la qual s'anomena "test de flors» per la semblança a aquest objecte actual. Aquesta ceràmica està poc decorada, i els motius es limiten a incisions o cordats per estampació.
Practica l'enterrament en tombes col·lectives en passadissos coberts o hipogeus. En aquestes tombes, la Dea Mare, nodridora dels vius i protectora dels morts, es representa sovint en forma de motiu d'un collaret sobre un parell de pits. Els motius solen estar gravats a prop de l'entrada, al vestíbul o a l'avantcambra.
Tot i que s'han identificat molts indrets atribuïts a aquesta cultura, s'han trobat pocs jaciments d'hàbitat excavats metòdicament.